# Thomas Rempston
Sir Thomas Rempston II (ou Rampston, né avant 1392 et mort le 15 octobre 1458) est un propriétaire foncier et commandant militaire anglais à la fin de la guerre de Cent Ans. Il se met au service de la Maison de Lancaster, la dynastie régnante en Angleterre, et passe l'essentiel de sa vie adulte à guerroyer sur le continent.
Si ce choix est à l'origine de richesse de la famille Rempston, des rançons contractées au cours de ses campagnes et le fait que sa mère vécut longtemps avec plusieurs de ses propriétés en douaire lui font connaître des difficultés financières pendant une grande partie de sa vie,.

## Famille
La famille Rempston est une ancienne famille du Nottinghamshire, installée à Rempstone sous le règne de Henri III d’Angleterre.
Thomas est le fils d'un autre sir Thomas Rempston et de son épouse Margaret, fille de sir Simon Leeke.

## Biographie
En 1413 et à nouveau en 1416, il représente le Nottinghamshire au parlement d'Angleterre.
Rempston à cette époque est appauvri en raison d'un règlement conclu par son père en faveur de sa mère, ce qui l'incite à chercher fortune dans les guerres en France. En 1415, il est présent à la bataille d'Azincourt avec huit hommes d'armes et vingt-quatre soldats d'infanterie (soit la troupe peu importante d'un chevalier modeste). En 1417, il est nommé shérif en chef du Flintshire et capitaine du château de Flint à vie.
En 1418, il sert au siège de Rouen ; à sa chute il est nommé capitaine de Bellencombre (actuel département de Seine-Maritime), qui lui est par la suite octroyée par donation royale. Le 22 novembre 1419, il est promu au commandement de Meulan-en-Yvelines. Il est nommé troisième chambellan auprès de Jean de Lancastre, duc de Bedford et régisseur (steward) de l'Hôtel du roi.
En 1423, il participe à la bataille de Cravant et, au début de 1424, il assiège Oisy (Pas-de-Calais) avec Jean de Luxembourg. Après la prise de cette forteresse, il participe au siège de Guise de juin 1424 au début 1425. Rempston rejoint alors le duc de Bedford à Paris.
En janvier 1426, quand l'Angleterre entre en guerre avec la Bretagne, il prend part à un raid, pénètre jusqu'à Rennes et rapporte son butin en Normandie. Il se retranche dans Saint-James-de-Beuvron, près d' Avranches, que Richemont attaque en février. Une sortie réussie des assiégés contraint Richemont à se retirer à Rennes avec de lourdes pertes.
Rempston tient alors la baronnie de Gacé en Normandie.
En 1427, il assiste Warwick dans la réduction de Pontorson, dont la garnison capitule le 8 mai 1427.
Deux ans plus tard il est présent au siège d'Orléans, et peu de temps après, il part au secours de Beaugency avec l'armée dirigée par sir John Fastolf, qu'accompagne le chroniqueur Jean de Wavrin. Partis de Paris, ils sont rejoints à Janville par Thomas de Scales et John Talbot. Rempston prend part au conseil de guerre dans lequel, malgré l’avis de Fastolf, il est décidé d’avancer. Lors de la bataille de Patay (18 juin 1429) qui s'ensuit, il est l'un des chefs anglais capturés par Tanneguy du Chastel. Il reste en prison jusqu'en 1435 et une curieuse pétition explicite les termes de sa rançon.
On le retrouve lieutenant de Calais en 1438

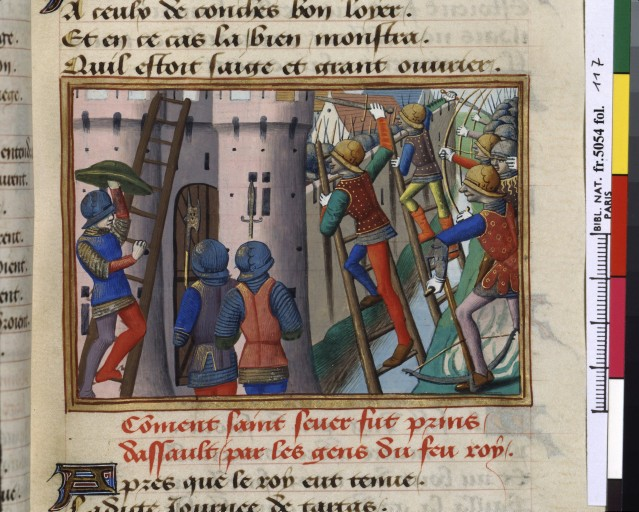
Illustration des Vigiles de Charles VII décrivant le siège de Saint-Sever (1442), où Rempston est capturé.

Peu de temps après (avant le 9 avril 1440), il est nommé sénéchal de Gascogne ce qui lui vaut une grande popularité à Bordeaux. Il exerce cette charge jusqu'après le 14 juillet 1442. Il prend part au siège de Tartas en 1440, sous les ordres de John Holland, comte de Huntingdon.
Le 8 août 1441, il conclut avec les comtes de Penthièvre et de Beaufort un traité aux termes duquel tous leurs biens situés près de la Guyenne resteront neutres pendant quatre ans.
En 1442, il est fait prisonnier lorsque le dauphin, futur Charles VII prend Saint-Sever. Une fois sa liberté recouvrée, il reprend la ville (qui retombera peu après dans l'escarcelle des Français).

## Décès
De son épouse Alice, fille de Thomas Bekering, il a pour enfant:
- Elizabeth (né en 1418)[12], épouse de sir John Cheney ;
- Isabel, épouse de sir Brian Stapleton ;
- Margery, épouse de Richard Bingham.

Thomas meurt le 15 octobre 1458. Il est inhumé dans l'église de Bingham. Après la mort de ses filles, les domaines de Bingham et de Rempston passent à la famille Stapleton.